# Fausto De Amicis
Fausto De Amicis (Melbourne, 26 giugno 1968) è un ex calciatore australiano.

## Carriera

### Club
Attivo nel ruolo di difensore, De Amicis ha giocato nei Melbourne Knights dal 1992 al 2006 e nel South Melbourne dal 1996 al 2003, collezionando in tutto 221 presenze e 3 reti.
Ha vinto 4 Campionati australiani di calcio: due volte con i Melbourne Knights (1994-95 e 1995-96) e due volte con il South Melbourne (1997-98 e 1998-99).
Nel 1998, ha vinto la Joe Marston Medal come migliore giocatore in campo della finale contro il Carlton.

### Nazionale
Ha giocato con l'Australia dal 1998 al 2002 giocando 13 partite e segnando 2 gol: il primo nella partita Australia-Samoa Americane 31-0 e l'altro in Coppa delle nazioni oceaniane 2002 contro Figi.

## Statistiche

### Cronologia presenze e reti subite in nazionale
| Cronologia completa delle presenze e delle reti in nazionale ― Australia | Cronologia completa delle presenze e delle reti in nazionale ― Australia | Cronologia completa delle presenze e delle reti in nazionale ― Australia | Cronologia completa delle presenze e delle reti in nazionale ― Australia | Cronologia completa delle presenze e delle reti in nazionale ― Australia | Cronologia completa delle presenze e delle reti in nazionale ― Australia | Cronologia completa delle presenze e delle reti in nazionale ― Australia | Cronologia completa delle presenze e delle reti in nazionale ― Australia |
| Data                                                                     | Città                                                                    | In casa                                                                  | Risultato                                                                | Ospiti                                                                   | Competizione                                                             | Reti                                                                     | Note                                                                     |
| ------------------------------------------------------------------------ | ------------------------------------------------------------------------ | ------------------------------------------------------------------------ | ------------------------------------------------------------------------ | ------------------------------------------------------------------------ | ------------------------------------------------------------------------ | ------------------------------------------------------------------------ | ------------------------------------------------------------------------ |
| 7-2-1998                                                                 | Melbourne                                                                | Australia                                                                | 0 – 1                                                                    | Cile                                                                     | Amichevole                                                               | -                                                                        | 46’                                                                      |
| 11-2-1998                                                                | Sydney                                                                   | Australia                                                                | 0 – 1                                                                    | Corea del Sud                                                            | Amichevole                                                               | -                                                                        |                                                                          |
| 15-2-1998                                                                | Adelaide                                                                 | Australia                                                                | 0 – 3                                                                    | Giappone                                                                 | Amichevole                                                               | -                                                                        | 6’                                                                       |
| 6-6-1998                                                                 | Zagabria                                                                 | Croazia                                                                  | 7 – 0                                                                    | Australia                                                                | Amichevole                                                               | -                                                                        | 63’                                                                      |
| 2-10-1998                                                                | Brisbane                                                                 | Australia                                                                | 4 – 1                                                                    | Tahiti                                                                   | Coppa d'Oceania 1998 - Semifinale                                        | -                                                                        |                                                                          |
| 28-2-2001                                                                | Bogotà                                                                   | Colombia                                                                 | 3 – 2                                                                    | Australia                                                                | Amichevole                                                               | -                                                                        | 46’                                                                      |
| 11-4-2001                                                                | Coffs Harbour                                                            | Australia                                                                | 31 – 0                                                                   | Samoa Americane                                                          | Qual. Mondiali 2002                                                      | 1                                                                        | 46’                                                                      |
| 16-4-2001                                                                | Coffs Harbour                                                            | Australia                                                                | 11 – 0                                                                   | Samoa                                                                    | Qual. Mondiali 2002                                                      | -                                                                        |                                                                          |
| 15-8-2001                                                                | Fukuroi                                                                  | Giappone                                                                 | 3 – 0                                                                    | Australia                                                                | Amichevole                                                               | -                                                                        | 64’                                                                      |
| 6-7-2002                                                                 | Auckland                                                                 | Australia                                                                | 2 – 0                                                                    | Vanuatu                                                                  | Coppa d'Oceania 2002 - 1º turno                                          | -                                                                        | 46’                                                                      |
| 10-7-2002                                                                | Auckland                                                                 | Australia                                                                | 8 – 0                                                                    | Figi                                                                     | Coppa d'Oceania 2002 - 1º turno                                          | 1                                                                        |                                                                          |
| 12-7-2002                                                                | Auckland                                                                 | Australia                                                                | 2 – 1 dts                                                                | Tahiti                                                                   | Coppa d'Oceania 2002 - Semifinale                                        | -                                                                        | 52’                                                                      |
| 14-7-2002                                                                | Auckland                                                                 | Nuova Zelanda                                                            | 1 – 0                                                                    | Australia                                                                | Coppa d'Oceania 2002 - Finale                                            | -                                                                        | 59’ 82’                                                                  |
| Totale                                                                   |                                                                          | Presenze                                                                 | 13                                                                       |                                                                          | Reti                                                                     | 2                                                                        |                                                                          |